# Rue Surlet
La rue Surlet est une rue du quartier d'Outremeuse à Liège en Belgique (région wallonne). 

## Odonymie
En 1846, la rue est percée. Le conseil communal de Liège lui donne le nom de Louis de Moylenarcke le Vieux dit Surlet, riche bourgeois bienfaiteur des hospices, échevin puis bourgmestre de Liège en 1231 et 1232.

## Description
Cette voie plate et quasiment rectiligne d'une longueur d'environ 260 m est une artère commerçante reliant deux des plus importantes places d'Outremeuse : la place de l'Yser via la rue Pont-Saint-Nicolas et la place Delcour. Elle applique un sens de circulation automobile uniquement dans le sens Yser-Delcour.

## Patrimoine
- Le monument Tchantchès réalisé par le sculpteur Joseph Zomers en 1936 et représentant une hiercheuse (ouvrière de charbonnage) brandissant la marionnette de Tchantchès telle un flambeau de la liberté.
- Le zouave manchot du Second empire, statue en terre cuite polychrome dressée au premier étage du no 15[3].

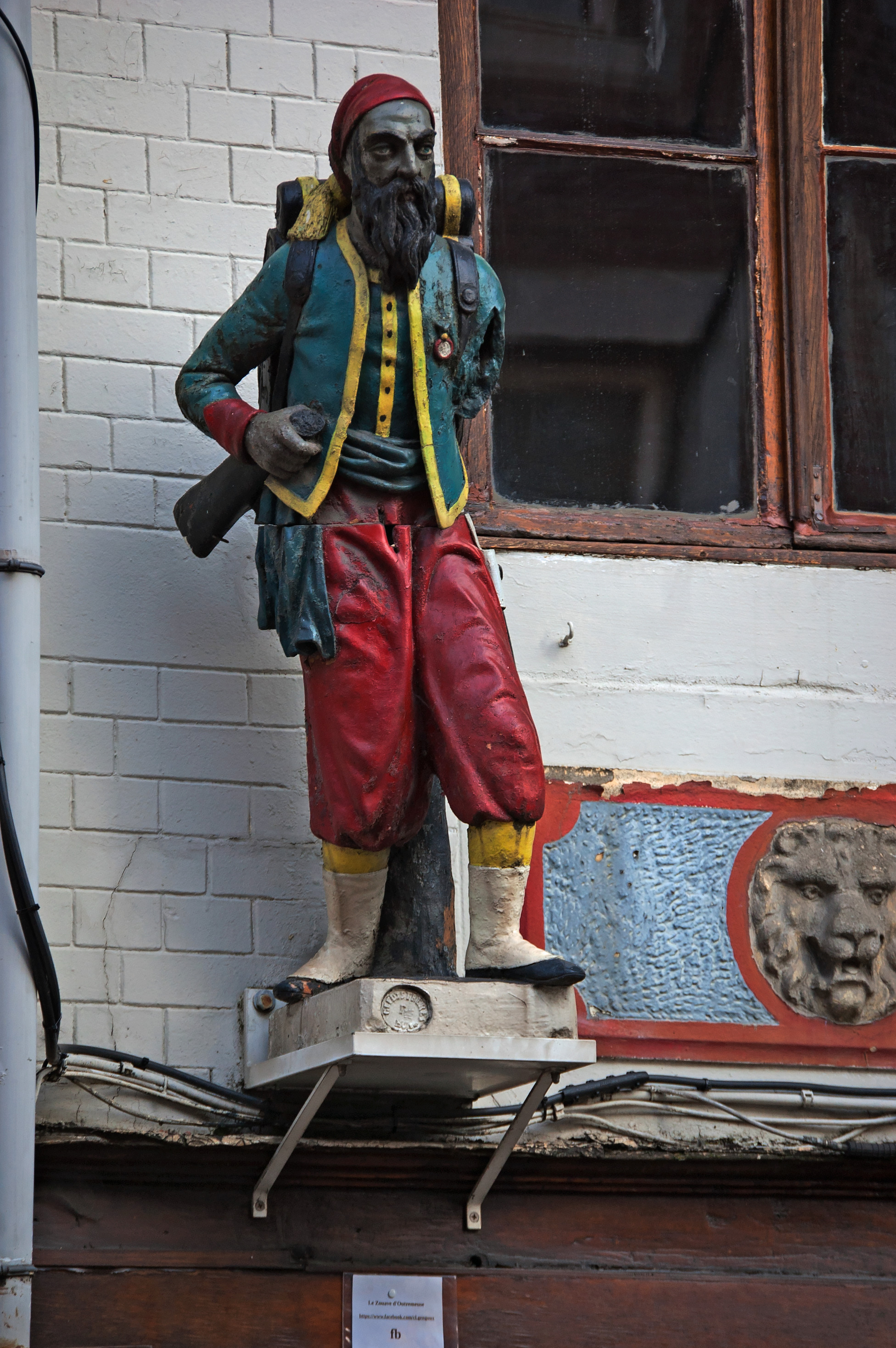
Le zouave de la rue Surlet.

## Voiries adjacentes
- Place de l'Yser
- Rue Pont-Saint-Nicolas
- Rue Puits-en-Sock
- Rue Jean Delvoye
- Rue Grande-Bêche
- Rue des Grignoux
- Impasse des Jardins
- Place Delcour

## Activités et loisirs
- Le théâtre du Trianon-Pavillon de Flore, théâtre en wallon.
- Le musée Tchantchès.